# Перший та Другий уряди Леніна

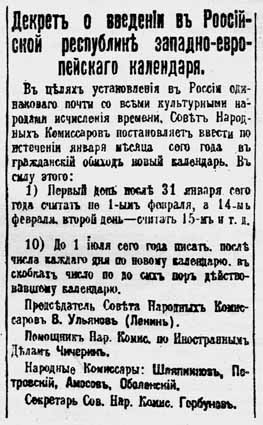
Ранній декрет Раднаркому, що запроваджував "західноєвропейський календар" у Росії. Декрет передбачав, що 14 лютого 1918 року (за новим стилем) настане одразу після 31 січня 1918 року (за старим стилем)

Після Жовтневої революції Володимир Ленін очолив новий уряд Російської Радянської Федеративної Соціалістичної Республіки. Він був офіційно відомий як Рада Народних Комісарів, фактично його кабінет. Десять з чотирнадцяти членів Ради пізніше будуть вбиті під час Великої чистки Йосипа Сталіна.

## Рада Народних Комісарів
Рада народних комісарів РРФСР (рос. Совет народных комиссаров РСФСР) - урядовий кабінет Російської Радянської Федеративної Соціалістичної Республіки (РРФСР) з 1917 по 1946 рік. Того ж року він був перейменований на Раду Міністрів РРФСР. Після прийняття Декларації про створення СРСР у 1922 році державні повноваження цієї інституції РСФРР були дещо заміщені Радою Народних Комісарів СРСР.
До вересня 1917 року ради робітничих, селянських і солдатських депутатів набули значної політичної та військової влади. Лідери Петроградської ради змовилися повалити російський Тимчасовий уряд; повстання почалося 7 листопада 1917 року, коли загони Червоної гвардії захопили Зимовий палац. Наступного дня, 8 листопада 1917 року, Другий Всеросійський з'їзд рад визнав успіх повстання і формально створив новий уряд, що відображало захоплення влади більшовиками.
Уряд офіційно називався Радою народних комісарів (Раднарком), скорочено - Раднарком. Лев Троцький придумав назви "рада" і "комісар", уникаючи таким чином більш "буржуазних" термінів "міністр" і "кабінет".
Народні комісари (рос. Народный комиссар, укр. Народний комісар, або Нарком) виконували функції міністрів уряду. Міністерство називалося народним комісаріатом (рос. Народный комиссариат, рос. Народный комиссариат, укр: Народний комісаріат, скорочено - нарком).

### Формування Урядів
Традиційно виконавчою частиною уряду керує рада міністрів, призначена правителем або президентом. Більшовики вважали це буржуазною інституцією і хотіли створити, як вони вважали, новий уряд, що складався з "рад" робітників і селян.
Роль і структура Раднаркому були формалізовані в Конституції РРФСР 1918 року. Раднарком РРФСР був відповідальний перед З'їздом Рад за "загальне керівництво справами держави". Конституція дозволяла Раднаркому видавати декрети, що мали повну силу закону, коли з'їзд не працював. З'їзд затверджував ці декрети на наступній сесії.
Кожен народний комісар очолював комісаріат і мав кількох заступників та колегію, яка функціонувала як дорадчий орган для консультування комісара.
Голова Ради Народних Комісарів, який також обирався з'їздом, виконував функції, подібні до функцій прем'єр-міністра. Першим головою Раднаркому був Володимир Ленін.

### Перші народні комісари
Перша рада, обрана на Другому Всеросійському з'їзді, складалася з наступних 14 членів. Вісім з них були страчені, а один помер у в'язниці наприкінці 1930-х років, під час Великої чистки Йосипа Сталіна, тодішнього Генерального секретаря Комуністичної партії та лідера СРСР. Троцький був убитий у Мексиці в 1940 році.
| Народний комісар                                    | Попередня посада, яку обіймав                              | Інформація про смерть           |
| --------------------------------------------------- | ---------------------------------------------------------- | ------------------------------- |
| Голова правління                                    | Володимир Ленін                                            | Природня смерть, 1924           |
| Адміністратор з питань діяльності                   | Бонч-Бруєвич Володимир Дмитрович                           | Природня смерть, 1955           |
| Народний комісаріат землеробства СРСР               | Мілютин Володимир Павлович                                 | Помер у в'язниці 1937 року      |
| Народний комісаріат з військових справ РРФСР        | Володи́мир Олекса́ндрович Анто́нов Криленко Микола Васильович | Розстріляний в 1938 або 1939 р. |
| Народний комісаріат з морських справ РРФСР          | Дибенко Павло Юхимович                                     | Розстріляний в 1938 р.          |
| Народний комісаріат торгівлі та промисловості РРФСР | Ногін Віктор Павлович                                      | Природня смерть, 1924           |
| Народний комісаріат просвіти РРФСР                  | Луначарський Анатолій Васильович                           | Природня смерть, 1933           |
| Держпостач СРСР                                     | Теодорович Іван Адольфович                                 | Розстріляний в 1937 р.          |
| Народний комісаріат закордонних справ РРФСР         | Лев Троцький                                               | Вбитий в 1940 році              |
| Народний комісаріат внутрішніх справ СРСР           | Риков Олексій Іванович                                     | Розстріляний в 1938 р.          |
| Народний комісаріат юстиції РРФСР                   | Оппоков Георгій Іполитович                                 | Розстріляний в 1938 р.          |
| Народний комісаріат праці РРФСР                     | Шляпников Олександр Гаврилович                             | Розстріляний в 1937 р.          |
| Народний комісаріат національностей РСФРР           | Сталін Йосип Віссаріонович                                 |                                 |
| Народний комісаріат пошт і телеграфів РРФСР         | Глебов-Авілов Микола Павлович                              | Розстріляний в 1937 р.          |
| Народний комісаріат шляхів сполучення РРФСР         | Марк Єлізаров (спочатку вакантна)                          |                                 |
| Народний комісаріат фінансів                        | Скворцов-Степанов Іван Іванович                            | Висипний тиф 1928               |

## Зовнішні посилання
- The Consul General at Moscow (Summers) to the Secretary of State, Yale University
- The decree of the Council of the People's Commissars on the ...